# Curtis Myden
Curtis Myden (Calgary, 31 dicembre 1973) è un ex nuotatore canadese.
Specializzato nei misti, ha vinto tre medaglie di bronzo alle Olimpiadi di Atlanta 1996 e Sydney 2000.

## Palmarès
- Giochi olimpici

Atlanta 1996: bronzo nei 200m misti e nei 400m misti.
Sydney 2000: bronzo nei 400m misti.
- Mondiali

Perth 1998: bronzo nei 400m misti.
- Mondiali in vasca corta

Palma di Majorca 1993: oro nei 400m misti e bronzo nei 200m misti.
Rio de Janeiro 1995: argento nei 200m misti e nei 400m misti.
- Giochi PanPacifici

Atlanta 1995: bronzo nei 200m misti.
Fukuoka 1997: argento nei 200m misti e nei 400m misti.
Sydney 1999: argento nei 200m misti e nei 400m misti.
- Giochi del Commonwealth

Victoria 1994: argento nei 200m misti e nei 400m misti.
- Giochi panamericani

Mar del Plata 1995: oro nei 200m misti e nei 400m misti, bronzo nei 200m rana e nella 4x100m misti.
Winnipeg 1999: oro nei 200m misti e nei 400m misti.